# Nivell operacional de la guerra

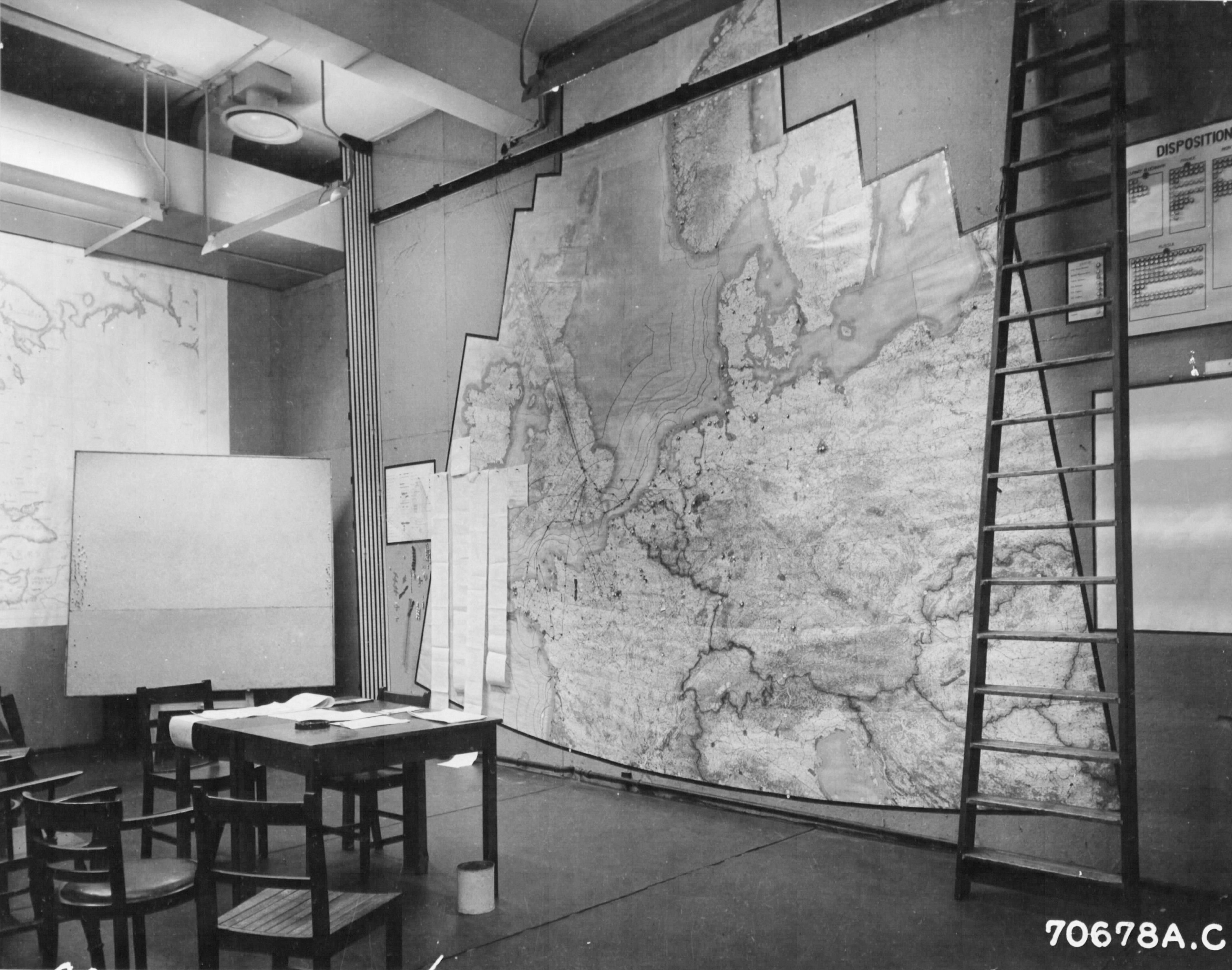
Mapa de planificació operacional durant la Segona Guerra Mundial a la sala de guerra de la Primera Divisió Aèria, Brampton Grange.

El nivell operacional de la guerra, en el camp de la teoria militar, representa el nivell de comandament que connecta els detalls de les tàctiques militars amb els objectius de l'estratègia militar.
El nivell operatiu de la guerra s'ocupa de quatre elements essencials: temps, espai, mitjans i objectiu. A través de mitjans com la direcció de tropes i l'assignació de recursos, l'art operacional té com a objectiu aconseguir objectius polítics en produir una generació i aplicació les més òptimes possibles de poder militar. Per exemple, es poden generar propostes sobre on construir estructures defensives, quantes, de quin tipus i tripulades per quantes tropes; una proposta pot ser acceptada pels líders rellevants o reelaborada d'acord amb els seus comentaris. Durant el segle xx, el camp naixent de la investigació operativa va avançar com a resultat dels esforços militars per millorar la logística i la presa de decisions.
El nivell operacional de la guerra es troba en el mitjà entre el nivell més baix de tàctica, que consisteix en organitzar i emprar forces de combat al camp de batalla, i el més alt nivell d'estratègia, que involucra aspectes d'operacions de teatre d'alt nivell i de llarg termini i el lideratge del govern. La Unió Soviètica va ser el primer país a distingir oficialment aquest tercer nivell de pensament militar, quan es va introduir com a part de la teoria militar d'operacions profundes que les seves forces armades van desenvolupar durant les dècades de 1920 i 1930 i es van utilitzar durant la Segona Guerra Mundial.

## Antecedents
Durant els segles XVIII i principis del XIX, els termes sinònims gran tàctica (o, amb menys freqüència, tàctiques de maniobra) s'utilitzaven sovint per descriure les maniobres de les tropes que no participaven tàcticament, mentre que a finals del segle xix fins a la Primera Guerra Mundial i durant tota la Segona Guerra Mundial, alguns comentaristes militars utilitzaven el terme estratègia menor. La confusió sobre la terminologia va quedar exposada en publicacions militars professionals, que intentaven identificar "... matisos de significat lleugerament diferents, com ara tàctiques, tàctiques majors, tàctiques menors, gran estratègia, estratègia major i estratègia menor". El terme art operatiu no s'utilitzava àmpliament als Estats Units ni a la Gran Bretanya abans de 1980-1981, quan es va començar a discutir molt i va començar a entrar en doctrines militars i cursos d'entrenament de combat d'oficials.

## Aplicació
L'art operacional comprèn quatre elements essencials: temps, espai, mitjans i propòsit. Cada element es troba amb una complexitat més gran a nivell operacional que a nivell tàctic o estratègic. Això és cert en part perquè l'art operacional ha de considerar i incorporar més dels nivells estratègic i tàctic que els que aquests nivells han d'absorbir del nivell operacional. Tot i que es pot guanyar molt examinant els quatre elements de forma independent, només quan es consideren conjuntament l'art operacional revela la seva complexa estructura.
El repte de l'art operacional és establir un equilibri de quatre elements que permeti la generació i l'aplicació òptimes del poder militar per aconseguir l'objectiu polític. Visualitzar el temps, l'espai, els mitjans i el propòsit com un tot requereix una gran habilitat per organitzar, ponderar i visualitzar masses de factors complexos, sovint contradictoris. Aquests factors sovint existeixen durant períodes prolongats, a grans distàncies i amb combinacions canviants d'actors, sistemes i creences, perseguint objectius polítics que poden o no ser clars, convincents o establerts. Els factors compostos, com ara les accions de l'oponent, creen més ambigüitat.

### Anàlisi de la missió
L'estrateg de nivell operatiu posseeix nombroses eines per emmarcar i guiar el seu pensament, però les principals són l'anàlisi de la missió i l'estat final. L'anàlisi de la missió respon a la pregunta Què s'ha d'aconseguir? A través de l'anàlisi de la missió, el planificador de nivell operatiu fusiona els objectius polítics amb els objectius militars. En fer-ho, el planificador determina quina aplicació de la força militar crearà poder militar per aconseguir el propòsit polític. Els processos subordinats aquí inclouen la definició d'objectius i centres de gravetat, però la dependència excessiva dels mecanismes analítics pot crear una falsa seguretat. La prova final recompensa l'èxit, no la qualitat de l'argument. Per contra, el planificador no pot esperar sentir un camí cap a la victòria: la complexitat exigeix una integració del pensament i l'esforç.

### Estat final
L'estat final respon a la pregunta "Què constituirà l'èxit?" L'estat final de la campanya no és simplement un statu quo desitjat de l'objectiu militar. També estableix una pedra angular per als nivells tàctic, operatiu i estratègic. L'estat final manifesta els resultats previstos del poder militar i exposa qualsevol limitació. De fet, un estat final assolible pot requerir l'ús d'elements no militars del poder nacional. Com a tal, reconeix que el poder militar per si sol pot no ser capaç d'aconseguir l'èxit polític.

## Habilitats requerides
Una estratègia en l'àmbit operatiu ha d'identificar i ponderar contínuament el temps, l'espai, els mitjans i el propòsit, extrapolant-ne resultats i probabilitats. Per aconseguir-ho, els professionals necessiten tant habilitats com teoria, experiència i coneixements. A nivell operatiu, les habilitats i l'experiència normalment s'han de desenvolupar indirectament, a través de l'entrenament formal, la història militar i la pràctica del món real.
L'èxit en l'àmbit tàctic no garanteix l'èxit a nivell operatiu, ja que el domini de l'art operatiu exigeix habilitats estratègiques, però no al revés. Sense una base sòlida en la teoria i l'aplicació de l'art operatiu, un tàctic reeixit té poques esperances de fer el salt exigent de la tàctica. L'estrateg de nivell operatiu ha de veure clarament i àmpliament des de la trinxera fins als passadissos de l'autoritat nacional o de coalició. Ha de ser conscient de la plausibilitat i la coherència dels objectius estratègics, la voluntat nacional i els actors que els decideixen. L'art operatiu reeixit traça un camí clar i ininterromput des dels esforços del soldat individual fins als objectius de l'estat o la coalició.

## Paper en la historiografia
Tot i que el corpus emergent d'art operatiu i l'establiment d'un nivell específicament operatiu de guerra són relativament nous, a la pràctica l'art operatiu ha existit al llarg de la història registrada. Els pobles i els comandants han perseguit durant molt de temps objectius polítics a través d'accions militars, i es poden examinar campanyes de qualsevol període des de la perspectiva existencial de l'art operatiu. Les escoles de pensament actuals sobre l'art operatiu comparteixen la visió fonamental que l'èxit militar només es pot mesurar en la consecució d'objectius político-estratègics i, per tant, els historiadors poden analitzar qualsevol guerra en termes d'art operatiu.
En el cas de l'anàlisi de la Segona Guerra Mundial, la Wehrmacht no va utilitzar el nivell operatiu com a concepte doctrinal formal durant les campanyes de 1939-1945. Si bé el personal de les forces alemanyes coneixia l'art operatiu, la consciència i la pràctica es limitaven principalment als oficials formats per l'estat major. No obstant això, la naturalesa existencial de l'art operatiu significa que examinar una campanya o una operació contra objectius polítics és vàlid independentment de la doctrina o les estructures del període. Així, els elements de l'art operatiu (temps, espai, mitjans i propòsit) poden il·luminar pensaments i accions de qualsevol època, independentment de la doctrina o estructura contemporània predominant.